# Solidago satanica
Solidago satanica là một loài thực vật có hoa trong họ Cúc. Loài này được Lunell miêu tả khoa học đầu tiên năm 1911.